# نيكولاس سيري
نيكولاس سيري (مواليد 17 أبريل 2004) هو لاعب كرة قدم أورغوياني يلعب كمهاجم في نادي مونتيفيديو سيتي توركي.

## وصلات خارجية
- نيكولاس سيري على موقع قاعدة بيانات كرة القدم.إي يو (الإنجليزية)
- نيكولاس سيري على موقع Soccerway.com (الإنجليزية)
- نيكولاس سيري على موقع عالم كرة القدم.نت (الإنجليزية)